# Onionちゃんねる
Onionちゃんねる（オニオンちゃんねる）は、Torを使用した2ちゃんねる風の匿名掲示板である。通称はTor板。

## 概要
Torを使わなければアクセスできず、内容は法律に違反するような危険なものが多い。ダークウェブにアクセスし、閲覧すること自体は違法ではないものの、推奨はされない。
2013年に発生した2ちゃんねる個人情報流出事件では、ここで最初に流出情報がアップロードされ、一躍有名となった。
2021年7月15日より、Torにおけるv2が廃止、同年10月15日より、v2が無効化された安定版のバージョンがリリースされるため、Onionちゃんねるは事実上の消滅となる。

## 掲示板
- tor板
- エロいの
- アングラ板
- (ゴミ箱)